# トラスツズマブ
トラスツズマブ（英: Trastuzumab）はヒト癌遺伝子HER2/neu（c-erbB-2）の遺伝子産物であるHER2蛋白に特異的に結合する事で抗腫瘍効果を発揮する抗がん剤。癌の増殖などに関係する特定の分子を狙い撃ちする分子標的治療薬の一種である。
トラスツズマブは白色～微黄色の塊で、ウシの脾臓由来成分を含む生産培地を用いて製造された遺伝子組換え製剤である。
トラスツズマブ（遺伝子組換え）製剤はHER2過剰発現が確認された乳癌および胃癌およびHER2陽性の唾液腺癌に対する治療薬として用いられる。日本における製造・販売元は中外製薬株式会社で、商品名は「ハーセプチン (Herceptin) 」。

## 販売までの経緯
ハーセプチンは、米国において1992年より臨床試験が開始され、1998 年乳癌治療薬としては世界で最初のヒト化モノクローナル抗体治療薬として、FDAで認可された。なお、その経緯を描いたノンフィクションに、映画『希望のちから』（原題：Living Proof）がある。
日本では、1996年に第I相試験が始まり、その後、希少疾病用医薬品の指定のもと、国内第I相試験及び海外試験成績をもとに2000年1月にハーセプチンの輸入承認を申請し、2001年4月にHER2過剰発現が確認された転移性乳癌に対する治療薬として承認された。2008年2月には、HER2過剰発現が確認された乳癌における術後補助化学療法が追加適応として承認された。

また日本も参加した国際共同第III相臨床試験(ToGA試験)の結果に基づき、2011年3月に「HER2過剰発現が確認された治癒切除不能な進行・再発の胃癌」の効能・効果が追加承認された。

### バイオシミラー
2017年、日本化薬は、韓国のセルトリオンと共同開発したハーセプチンの後発医薬品（バイオシミラー）を厚生労働省に後続品申請した。これに対し中外製薬は、乳癌関連の用途特許を侵害したとして製造販売の差し止めを求め特許侵害訴訟を起こしたが、2018年に日本化薬が胃癌治療薬として薬事承認を取得したため、当初の目的を達成したと判断して訴訟を取り下げた。また同年、中外製薬は、同様にバイオシミラーの開発を進めていた第一三共とファイザー（日本法人）に対しても訴訟を起こしたが、後に「訴訟戦略上の判断」として取り下げている。

## 作用機序

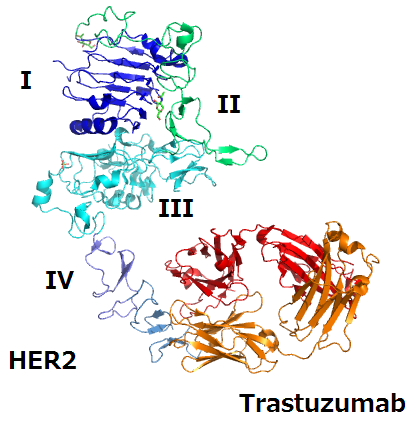
トラスツズマブとHER2の細胞外ドメインとの複合体の構造

ヒト癌遺伝子HER2/neu（c-erbB-2）の遺伝子産物であるHER2蛋白は、ヒト上皮増殖因子受容体ファミリーに属する増殖因子受容体であり、その細胞質側にチロシンキナーゼ活性領域を有する分子量約185kDaの膜貫通型蛋白質である。ヒト乳癌細胞において、HER2の高発現が認められているものもある。HER2遺伝子を導入しHER2蛋白が高発現したヒト乳癌細胞MCF7では、親株に比べ腫瘍増殖速度の亢進が観察されている。
トラスツズマブは、HER2に特異的に結合した後、NK細胞、単球を作用細胞とした抗体依存性細胞傷害作用（ADCC）により抗腫瘍効果を発揮する。

## 効能・効果
- HER2過剰発現が確認された乳癌
- HER2過剰発現が確認された治癒切除不能な進行・再発の胃癌
- HER2陽性の根治切除不能な進行・再発の唾液腺癌

## 副作用
発熱、悪寒、心臓への影響。

## 関連事項
- 乳癌
- 胃癌
- 化学療法
- 抗がん剤

## 参考資料
- 『ハーセプチン®注射用60,150』医薬品インタビューフォーム・改訂第8版（中外製薬）